# Siegward Sprotte

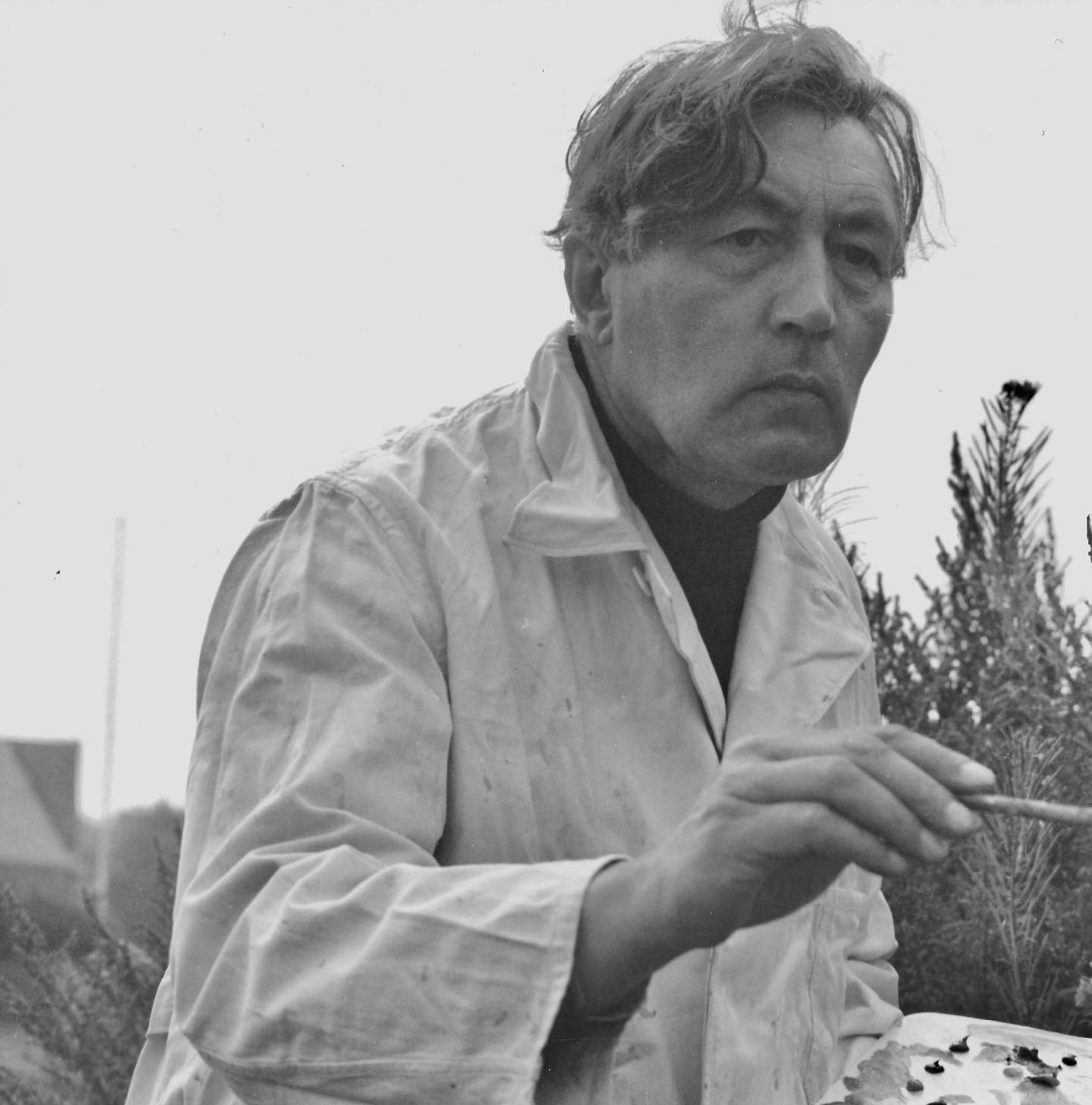
Siegward Sprotte

Siegward Sprotte (* 20. April 1913 in Potsdam; † 7. September 2004 in Kampen auf Sylt) war ein deutscher Maler und Schriftsteller.

## Leben
Siegward Sprotte, Sohn des Potsdamer Postamtmanns Walther Sprotte und seiner Frau Frieda, geb. Henning, absolvierte 1931 das Abitur am Realgymnasium in Potsdam. Nach Privatunterricht im figürlichen Zeichnen bei Adolf Dahle im August und September 1931 studierte er in Berlin an der Preußischen Akademie der Künste (bis 1938), unter anderem bei Emil Orlik, Kurt Wehlte und Maximilian Klewer. Zu dem märkischen Maler Karl Hagemeister (1848–1933) bestand eine enge Freundschaft.
Seine Gemälde fanden in der Zeit ab 1931 beachtenswertes Interesse. In der Zeit des Nationalsozialismus war Sprotte Mitglied der Reichskammer der bildenden Künste. Für diese Zeit ist seine Teilnahme an 13 großen Gruppenausstellungen sicher belegt, darunter 1939, 1941, 1942 und 1944 die Große Deutsche Kunstausstellung in München mit insgesamt 10 Werken. Sein Vater berichtet, dass Hitler 1939 ein Werk von ihm kaufte. Großen Anklang fanden seine Werke nach 1945.
Eine lebenslange Freundschaft verband Sprotte mit dem Gärtner und Stauden-Züchter Karl Foerster (1874–1970), der seit 1911 in Potsdam-Bornim lebte. Sprotte wohnte bis 1945 in Potsdam-Bornstedt. Er würdigte Foerster 1944 mit dem Hinweis, dass das Abendland „nur unter Deutschlands Führung zu dem ihm gemäßen Landschafts- und Pflanzengefühl finden kann, einer der entscheidenden Beiträge zum Schicksal Europas.“
Er verbrachte ab 1945 die Hälfte des Jahres in Kampen auf der Insel Sylt, wo sich auch seine Werkstatt und sein Ausstellungsatelier befanden. Sein jährlicher Arbeitsrhythmus erfolgte im Wechsel von Nord und Süd zwischen Kampen, Berlin und Potsdam sowie Italien, Frankreich, Portugal und Madeira.
Siegward Sprotte flüchtete aus seinem Heimatsort Bornstedt nach dem großen Luftangriff auf Potsdam und Umgebung am 14. April 1945. Ihn begleitete seine zukünftige Ehefrau Iris Eckert. Am 26. Mai 1945 erfolgte die Eheschließung in Husum.
Am 21. Januar 1946 wurde Tochter Sylvia geboren.
Seit 1945 lebte das Paar auf Sylt. 1952 wurde in Kampen im damaligen Hoogenkampsweg Siegward Sprottes erste Galerie gebaut. Da der Ausstellungsraum ein Glasdach hatte, wurde das Haus bekannt unter dem Namen „Haus mit dem Glasdach“.
In seinem später angebauten Wohnhaus und dem Atelier lebte die Familie bis 1959.
Im Haus mit dem Glasdach stellte Sprotte seine Bilder aus. An den Abenden fanden zahlreiche kulturelle Veranstaltungen mit namhaften Persönlichkeiten statt, wie Pascual Jordan, Jan Gebser, Otto Hitzberger, Gustav Mensching und viele andere. Siegward Sprotte nannte diese Abende „Ateliergespräche“. Sie wurden zu einem festen Bestandteil der Kulturszene von Kampen.
Iris Sprotte gab ihren Beruf als Medizinerin auf, um sich ganz dem Verkauf der Werke von Siegward Sprotte zu widmen. 1960 trennte sich das Paar und Sprotte heiratete neu.
Seine zweite Frau Cosmea brachte 1960 den Sohn Armin zur Welt, der die Galerie Falkenstern Fine Art & Atelier Sprotte in Kampen leitete. Gemeinsam mit seiner Mutter verwaltet er einen Teil des Sprotte-Nachlasses, der nicht zur Stiftung gehört. Seit 1992 existiert in Potsdam-Bornstedt eine Stiftung unter dem Namen Siegward-Sprotte-Stiftung zur Simultanforschung von Bilden und Sprechen. 2022 verließen Cosmea und Armin Sprotte Sylt und gingen nach Potsdam.
Siegward Sprotte wurde durch Begegnungen mit bedeutenden Persönlichkeiten wesentlich geprägt. Hierzu zählen unter anderem: Hermann Kasack, Eugen Herrigel, Jiddu Krishnamurti, David Bohm, H. L. C. Jaffé (1915–1984), Herbert Read, Philippe d’Arschot, Will Grohmann, Pierre Bertaux, Hermann Hesse, José Ortega y Gasset, Karl Jaspers, Jean Gebser, Wolfgang Schadewaldt, Herbert von Garvens, Heinz-Wolfgang Kuhn, Erich Heckel, Karl Schmidt-Rottluff, Emil Nolde, Rolf Nesch und Hans Hartung. 1956 war die erste Begegnung mit Jiddu Krishnamurti. Er veranstaltete 50 Jahre lang die „Kampener Ateliergespäche“.
Sprotte verfasste zahlreiche Schriften zu den Themen Kunst, Bewusstsein und Gegenwart, das neue Paradigma „Auge in Auge“.
Auf dem Bornstedter Friedhof hat Siegward Sprotte seine letzte Ruhestätte gefunden.

## Werk
Sprotte malte anfangs gegenständlich, unter anderem auch altmeisterliche Porträts, Zeichnungen, u. a. von Hermann Hesse, Jean Gebser, José Ortega y Gasset. Später widmete er sich stärker der Landschaft an sich, bis hin zu Ideogrammen und farbigen Kalligraphien. Nur selten sind die Sujets örtlich gemeint. Sein Werk umfasst Aquarelle, Gouachen, Zeichnungen, Öle.
Werke Sprottes befinden sich u. a. im Museum of Modern Art, San Francisco; Carnegie Museum of Art, Pittsburgh; Shanghai Art Museum, Shanghai; Wuhan Art Museum, China; Staatliches Museum für bildende Künste A. S. Puschkin, Moskau; Calouste Gulbenkian Museum, Lissabon; Schloss Glienicke, Berlin; Museum Schloss Cappenberg, Selm; Potsdam Museum; Museum Wilhelm-Morgner-Haus, Soest; Kloster Cismar – Landesmuseum Schleswig-Holstein, Cismar; Gustav-Lübcke-Museum, Hamm.

## Zitate
„Die Kunst ist kein Lückenbüßer, sie ist eine Lebensnotwendigkeit.“ (S. Sprotte)
„Wo der Zufall abnimmt, nimmt der Abfall zu.“ (S. Sprotte)
„Erkennen ist die Struktur des Bildens.“ (S. Sprotte)
„Die Horizonte tauschen – darauf kommt es an!“ (S. Sprotte)

## Ehrungen
- Sprotte wurde im Jahre 2003 die Ehrenbürgerwürde der Stadt Potsdam verliehen.[10]
- Sprotte wurde im Jahre 2003 die Ehrenbürgerwürde der Region Alta Badia, St. Martin, Thurn, Italien.
- Ehrenmitglied der Internationalen Akademie für Literatur, Künste und Wissenschaften, Rom
- Ehrenmitglied Kulturbund Potsdam
- Ehrenmitglied Verein Berliner Künstler

## Ausstellungen
- Die Welt farbig sehen – Siegward Sprotte Retrospektive – zum 100. Geburtstag des Künstlers, Ausstellung des Potsdam Museums und des Landesmuseums Schleswig-Holsteins für Kunst und Kulturgeschichte (Schloss Gottorf) in der Dependance Kloster Cismar, kuratiert von Jutta Götzmann und Thomas Gädeke, Potsdam, 2013. – Das Kloster Cismar ist ein ehemaliges Benediktinerkloster in Cismar, Gemeinde Grömitz in Schleswig-Holstein, es dient im Sommer als Dependance des Landesmuseums Schleswig-Holsteins für Kunstausstellungen.
- Sprotte – Zyklen Dialoge / Cycles Dialoges, Museum Schloss Cappenberg, Selm-Cappenberg und Museum Ladin Ciastel de Tor, St. Martin, Italien, 2003
- Neuerwerbungen und Bilder aus dem Bestand des Söl'ring Foriining, mit Albert Aereboe, Andreas Dirks, Otto Eglau, C. C. Feddersen, C. P. Hansen, Hugo Köcke, Franz Korwan, Ingo Kühl, Walther Kunau, Dieter Röttger, Helene Varges, Magnus Weidemann u. a., Sylter Heimatmuseum, heute Sylt Museum, Keitum / Sylt 2003.
- Siegward Sprotte – Coloured Calligraphy, Shanghai Museum of Modern Art, Shanghai (1996) und Wuhan Art Museum (2011), China, u. a.
- Staatliches Museum für bildende Künste, A.S. Puschkin, Moskau, 1989
- Calouste Gulbenkian Museum, Lissabon, 1988
- Schloss Glienicke, Berlin
- Potsdam Museum – Forum für Kunst und Geschichte, Potsdam
- Museum Wilhelm-Morgner-Haus, Soest
- Gustav-Lübcke-Museum, Hamm.